# Disputa de la laguna del Desierto

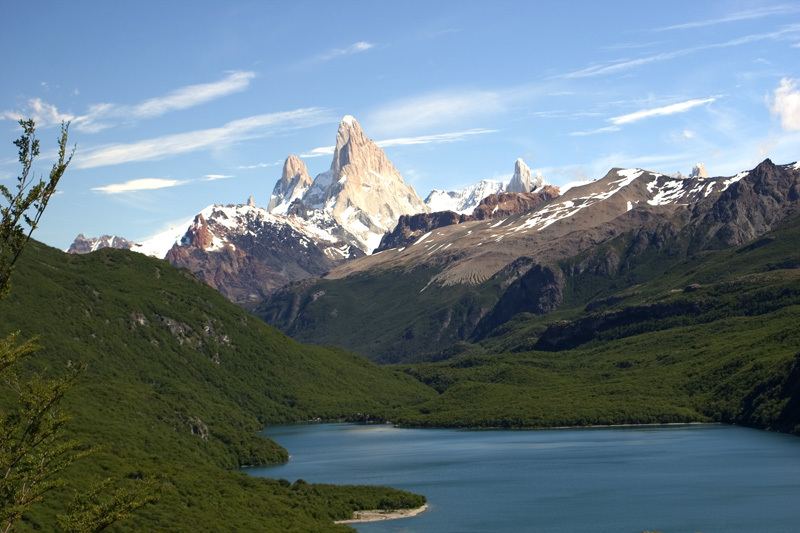
El lago o laguna del Desierto y el monte Fitz Roy o cerro Chaltén.

La disputa de la Laguna del Desierto fue la controversia limítrofe entre la Argentina y Chile en una región patagónica de 481 km² ubicada entre el hito 62 —en la ribera sur del lago O'Higgins/San Martín— y el Monte Fitz Roy, zona en la que se encuentra la laguna o lago del Desierto, la cual fue resuelta el 21 de octubre de 1994 por el fallo de un tribunal arbitral que sentenció en favor de la argumentación argentina; y se convalidó el 13 de octubre de 1995 cuando el mismo tribunal rechazó el pedido de reconsideración por parte de Chile.

## Antecedentes

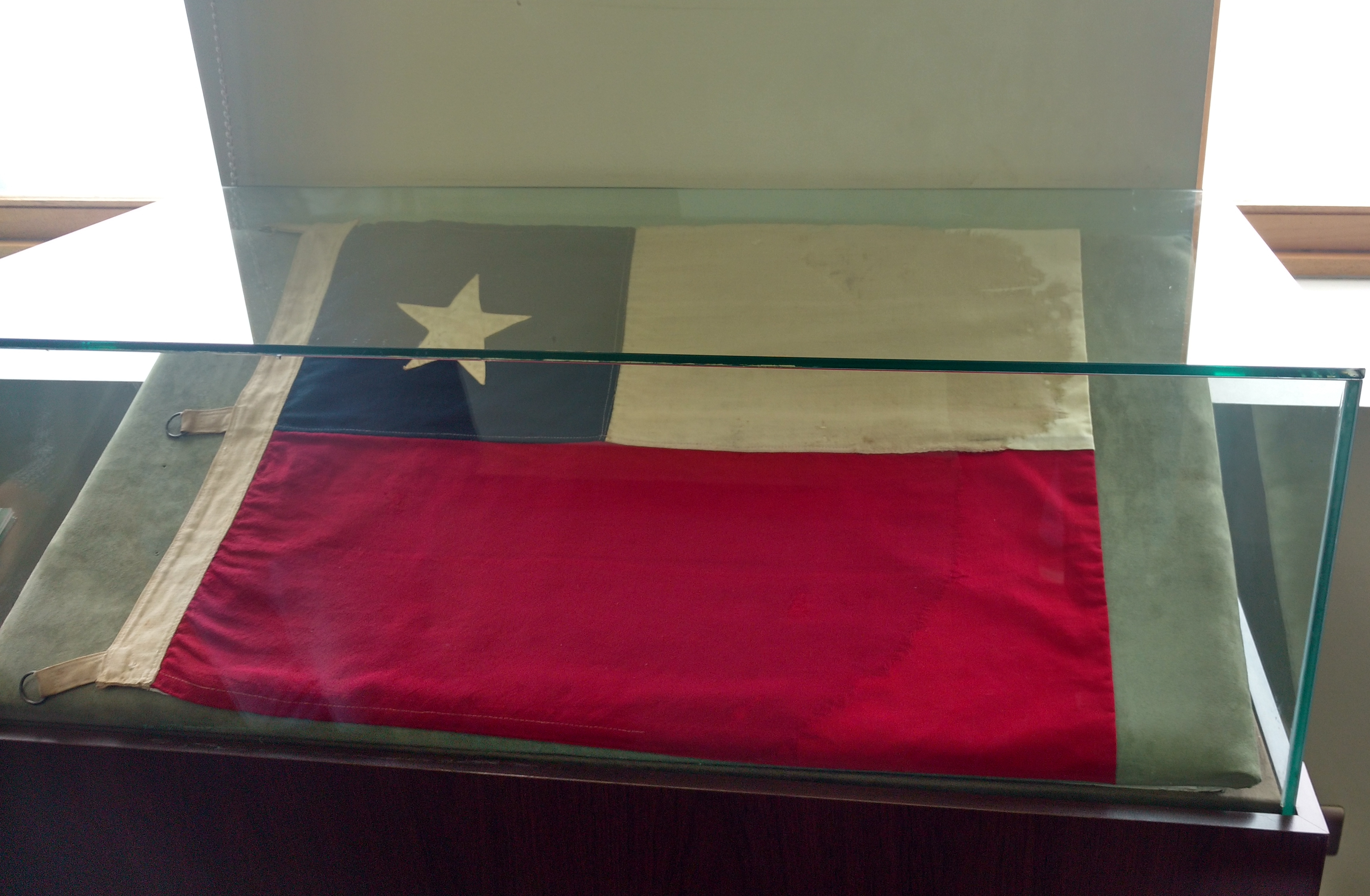
La bandera chilena tomada por los gendarmes argentinos hoy se encuentra en el Museo Histórico de Carabineros de Chile.

Desde el comienzo de su vida independiente, los dos países trataron de precisar sus límites entre ambos de acuerdo al principio del uti possidetis de 1810. Así el artículo 39 del Tratado de paz, amistad, comercio y navegación entre la República de Chile y la Confederación Argentina que entró en vigor en abril de 1856 disponía que:

Ambas partes contratantes reconocen como límites de sus respectivos territorios los que poseían como tales al tiempo de separarse de la dominación española el año 1810 y convienen en aplazar las cuestiones que han podido o pueden suscitarse sobre esta materia, para discutirlas después pacífica y amigablemente (...)
Tratado de paz, amistad, comercio y navegación entre la República de Chile y la Confederación Argentina Art. XXXIX, Tratado de paz, amistad, comercio y navegación, 1856.

En cumplimiento del artículo 39 del Tratado de 1856, los dos países firmaron el Tratado de Límites de 1881. El que en su artículo 1 dispone:

El límite entre Chile y la República Argentina es, de Norte a Sur, hasta el paralelo cincuenta y dos de latitud, la Cordillera de los Andes. La línea fronteriza correrá en esa extensión por las cumbres más elevadas de dicha Cordillera que dividan las aguas y pasará por entre las vertientes que se desprenden a un lado y otro (...)

Se acordó que en los valles cordilleranos en donde no sea clara la línea divisoria de las aguas, las diferencias serían resueltas amistosamente por dos peritos nombrados uno por cada parte y en caso de no arribar estos a un acuerdo, sería nombrado un tercer perito designado por ambos gobiernos. 
El 20 de agosto de 1888 se suscribió un convenio para llevar a cabo la demarcación de los límites de acuerdo al tratado de 1881, nombrándose a los peritos Diego Barros Arana por Chile y Octavio Pico Burgess por la Argentina. En 1892 Barros Arana expuso su tesis según la cual el Tratado de 1881 había fijado el límite en el divortium aquarum continental, lo que fue rechazado por el perito argentino.
Debido a que surgieron diferencias en varios puntos de la frontera en la que los peritos no se pusieron de acuerdo, la demarcación se suspendió hasta que se suscribió el protocolo de Límites de 1893, que en su artículo 1 dispone:

Se tendrá, en consecuencia, a perpetuidad, como de propiedad y dominio absoluto de la República Argentina, todas las tierras y todas las aguas, a saber: lagos, lagunas, ríos y partes de ríos, arroyos, vertientes que se hallen al oriente de la línea de las más elevadas cumbres de la Cordillera de los Andes que dividan las aguas, y como de propiedad y dominio absoluto de Chile todas las tierras y todas las aguas, a saber: lagos, lagunas, ríos, y partes de ríos, arroyos, vertientes, que se hallen al occidente de las más elevadas cumbres de la Cordillera de los Andes que dividan las aguas (...)

En enero de 1894 el perito chileno declaró que entendía que el encadenamiento principal de los Andes era la línea no interrumpida de cumbres que dividen las aguas y que forman la separación de las hoyas o regiones hidrográficas tributarias del Atlántico por el oriente y del Pacífico por el occidente. El perito argentino respondió que ellos no tenían facultades para definir que significaba encadenamiento principal de los Andes ya que solo eran demarcadores.
Al no ponerse de acuerdo los peritos Barros Arana y Francisco Pascasio Moreno (reemplazante de Pico), se decidió en 1898 recurrir al artículo VI párrafo 2 del Tratado de Límites de 1881 y solicitar a la Reina Victoria del Reino Unido una sentencia arbitral en la cuestión, quien designó tres jueces británicos. 
El gobierno argentino sostuvo que el límite debía ser esencialmente una frontera orográfica por las más altas cumbres de la cordillera de los Andes y el gobierno chileno sostuvo la Divisoria continental de las Américas. El tribunal consideró que el lenguaje del tratado de 1881 y del protocolo de 1893 era ambiguo y susceptible de varias interpretaciones, siendo irreconciliables las dos posiciones.

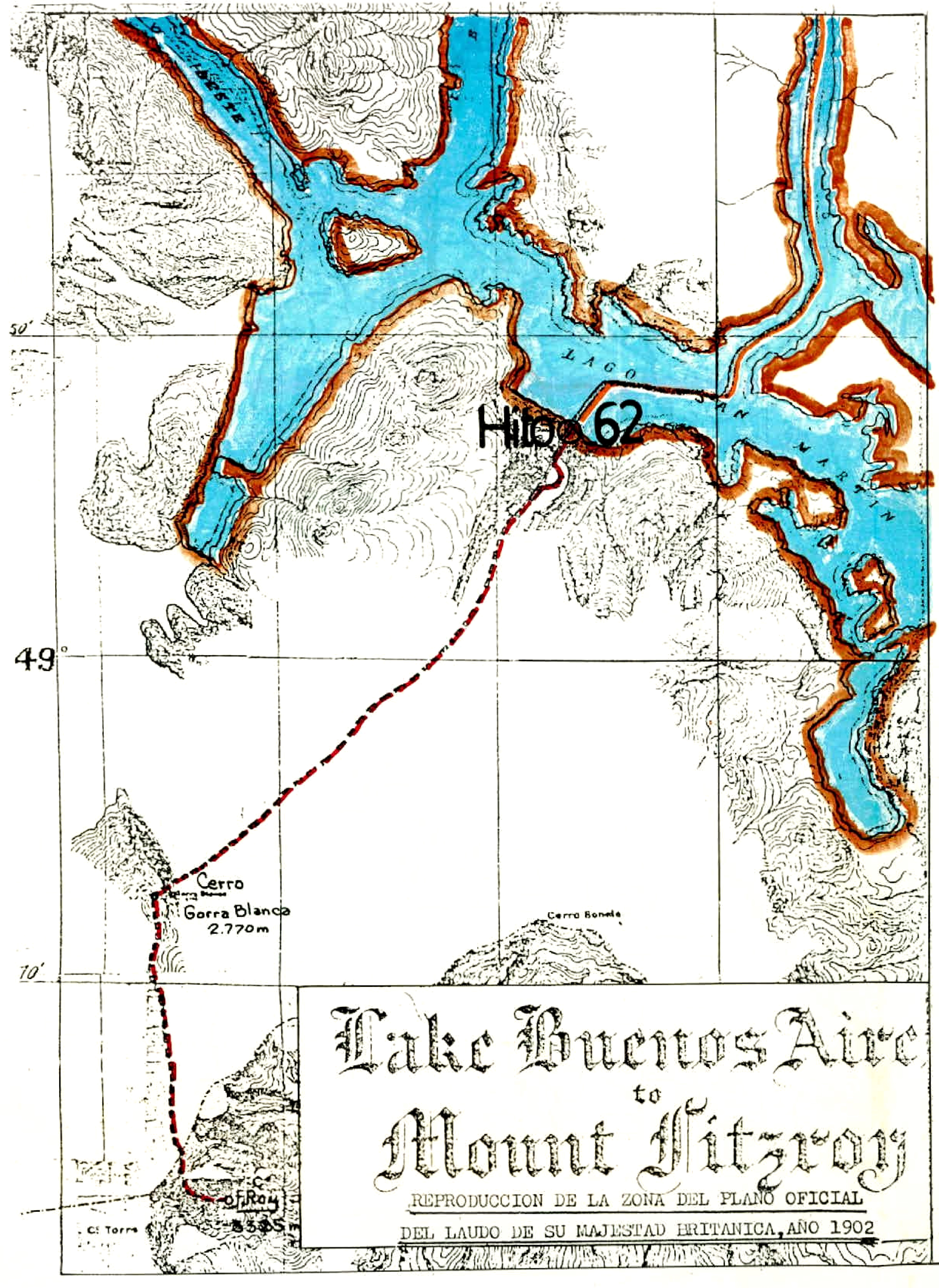
Reproducción del plano del árbitro del laudo arbitral de 1902 en donde aparece el cerro Gorra Blanca como hito fronterizo (el límite difiere al del demarcador de 1903).

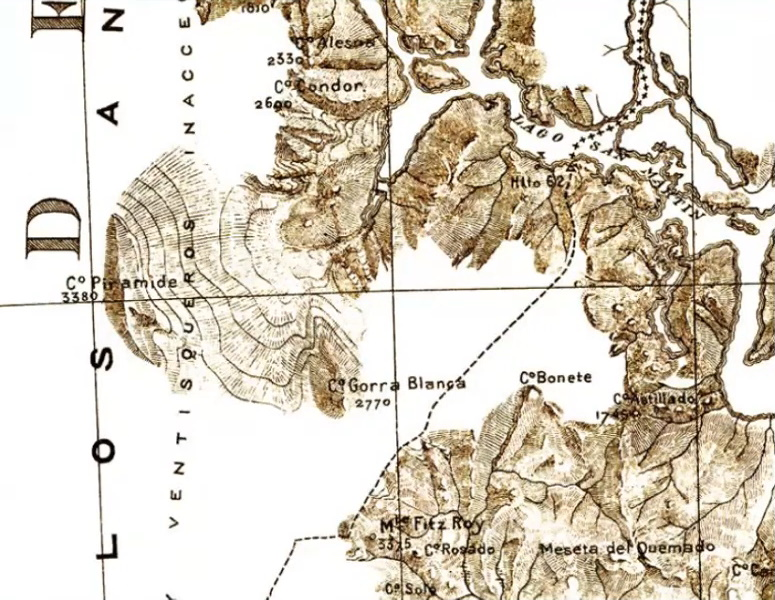
Mapa del demarcador de 1903.

El 20 de mayo de 1902 dictó el rey Eduardo VII la sentencia que dividía los territorios de las cuatro secciones en disputa dentro de los límites definidos por las reclamaciones extremas en ambos lados y designaba un oficial británico para que demarcara cada sección en el verano de 1903. El mapa arbitral anexo al laudo dividió de forma imprecisa la zona de la Laguna del Desierto en tres partes irregulares, que asignaba el extremo norte y el extremo sur a Chile y la zona central a la Argentina, formando un ángulo con vértice apuntando hacia el oeste en el cerro Gorra Blanca, sin tener en cuenta los límites orográficos ni la divisoria de aguas que eran desconocidas para los árbitros. Con respecto a esta zona, el laudo expresa: 

(...) Desde este punto seguirá la línea medianera del lago hacia el Sur hasta un punto que enfrenta el contrafuerte que termina en la ribera sur del lago, longitud 72º 47´ O, desde cuyo punto el límite ascenderá a la divisoria local de aguas hasta el monte Fitz Roy y desde allí a la divisoria continental de aguas hacia el noroeste del Lago Viedma.

Al año siguiente el demarcador británico capitán Herbert Leland Crosthwait, colocó el hito 62 el 28 de febrero y sin recorrer la zona de la laguna elaboró un mapa aproximado que difería del mapa arbitral, corriendo por el cordón oriental del valle (Cordón Martínez de Rozas) casi en forma recta entre los puntos extremos. Los problemas eran derivados del desconocimiento que en parte se poseía sobre la geografía de la zona ya que al momento del laudo arbitral se desconocía la existencia de la Laguna del Desierto y del cordón montañoso más elevado situado al oeste del valle (Cordón Mariano Moreno). 
El 16 de abril de 1941 se creó Comisión Mixta Chileno-Argentina de Límites.

## Comienzo de la disputa
La disputa sobre el territorio comenzó a partir de un estudio aerofotogramétrico de la zona realizado por la Fuerza Aérea de los Estados Unidos en 1947 que mostró al cordón Mariano Moreno (descubierto en 1915) y elaboró un mapa con la divisoria continental de aguas. Además se comprobó que era de vertiente atlántica, ya que desaguaba por el río de las Vueltas (o Gatica) hacia el lago Viedma y de este al océano Atlántico.
A finales de 1949 la Gendarmería Argentina informó a los colonos chilenos que vivían en la cuenca de la laguna que debían regularizar su situación ante el Estado argentino y dirigirse a Río Gallegos.
En 1953 el Instituto Geográfico Militar de Chile elaboró un mapa provisional que dejaba la laguna del Desierto en el lado argentino basándose en el mapa elaborado por los estadounidenses en 1947, así llevó el límite a la divisoria continental de aguas. Hasta ese momento los mapas chilenos seguían al mapa arbitral. En 1956 el gobierno chileno retiró ese mapa, elaborando uno nuevo en 1958 con el límite un poco más al este del que sostuvo hasta 1953.
La Argentina sostuvo hasta 1969 el mapa del demarcador británico, sin reflejar en él la existencia de la laguna. A partir de ese año adoptó el mapa estadounidense de 1947 que coincidía con el chileno de 1953.

## La muerte de Hernán Merino

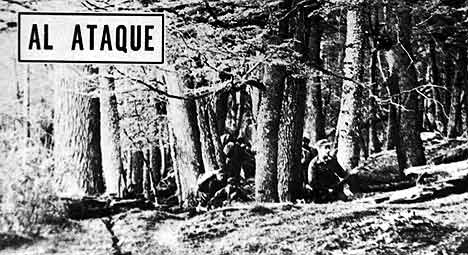
Foto de la revista argentina "Gente y actualidad" del momento anterior a la muerte del Teniente de Carabineros Hernán Merino Correa. Gendarmes argentinos agazapados se acercan al lugar donde estaban los carabineros.

Un problema se suscitó después de que el 4 de octubre de 1965 la gendarmería argentina notificara al colono Domingo Sepúlveda, que debía dirigirse a Río Gallegos para regularizar su situación. Este solicitó cinco días después ayuda al retén de carabineros de lago O'Higgins, el cual envió efectivos a la zona de puesto Arbilla el 17 de octubre. 
En esos días los presidentes de ambos países (Arturo Illia y Eduardo Frei Montalva) se reunieron en Mendoza, acordándose el retiro de los carabineros chilenos en 48 horas y la resolución del asunto por la Comisión Mixta Chileno-Argentina de Límites. En Argentina se interpretó que tras ese plazo la Gendarmería avanzaría sobre el territorio que debía estar evacuado por los carabineros. 

El 6 de noviembre de 1965 se produjo en enfrentamiento entre gendarmes argentinos y carabineros chilenos que aún se hallaban en la zona de laguna Cóndor -asentamiento de la familia Sepúlveda- sin conocimiento de la orden de retiro, que llegó recién al día siguiente. El enfrentamiento se saldó con la muerte del teniente chileno Hernán Merino, el sargento de carabineros Miguel Manríquez gravemente herido, y el apresamiento de los otros dos policías hasta el 8 de noviembre.

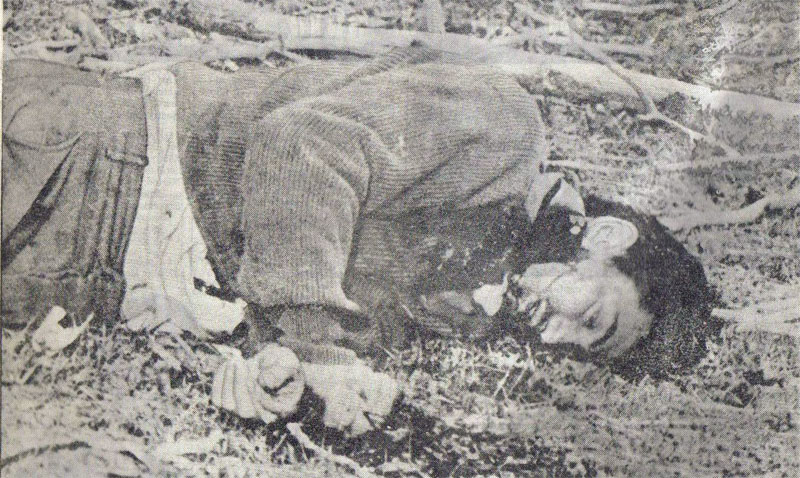
El teniente de Carabineros Hernán Merino Correa yace herido de muerte en el bosque.

### Versión argentina
La Gendarmería Nacional Argentina asegura que no eran más de cuarenta los gendarmes enviados a la zona, de los cuales solo doce se adentraron a la zona del lago y se encontraron con el puesto de Carabineros. Según los testigos del encuentro, antes de llegar al puesto, recibieron disparos de unos tiradores desconocidos, incluso hubo un intercambio de disparos en un punto, pero no se registraron heridos en el hecho. 
Muy temprano iniciaron la marcha por un terreno de difícil acceso. Los uniformados temían caer en una emboscada. Además de los gendarmes, acompañaban la contingencia el periodista Julio Landivar, el fotógrafo Eduardo Forte de la revista Gente y un joven de apellido Sepúlveda que oficiaba de guía. Luego de marchar casi todo el día llegaron al lugar indicado y se escondieron entre la maleza. Los gendarmes llegaron al puesto que ellos consideraban clandestino y llamaron al diálogo. Acto seguido, el teniente Hernán Merino Correa salió con su carabina, lo que los argentinos tomaron como un «movimiento sospechoso» y abrieron fuego hiriéndolo mortalmente. 
Ante el ataque argentino, los demás carabineros tomaron armas y hubo un intercambio de disparos entre ambas partes. Durante aquel combate, el teniente Miguel Ángel Manrique recibió un disparo que lo dejó herido de gravedad, lo que llevó a la siguiente rendición del grupo de carabineros que allí se encontraba.
Después del enfrentamiento, los argentinos arriaron la bandera chilena y remplazada por la insignia argentina. La bandera chilena se exhibió como trofeo de guerra en el Museo de Gendarmería hasta el 27 de abril de 2017, cuando fue devuelta.
La versión argentina niega que hayan sido solo cuatro los carabineros del lugar, pero tampoco da una cifra exacta. Esto se sostiene con el hecho de que el grupo de carabineros enviado a la zona en el momento de armado el puesto era de diez hombres.
La prensa llamó a este incidente la Batalla del Lago de Desierto.
En 2017 la gendarmería realizó un acto en conmemoración del enfrentamiento donde se reveló una placa con los nombres de quienes estuvieron aquel día en el incidente y solo figuran doce nombres (además de decir que fueron nueve carabineros).
|                                                                                  |
| Portada de la revista, llamando al encuentro "La batalla de Laguna del desierto" |

|                                                                                            |
| Sargentino Manríquez herido después del encuentro, detrás de él hay un gendarme argentino. |

| |
| El mayor Miguel Torres (derecha) y el carabinero Víctor Menar Durán (izquierda) tomados como prisioneros después del enfrentamiento. |

### Versión chilena
Los chilenos niegan rotundamente que haya habido un enfrentamiento entre ambas parte, además de afirmar que eran entre noventa y cien los gendarmes que rodearon el puesto y dispararon sin previo llamado contra los cuatro carabineros que en ese lugar se encontraban.
En Chile este incidente es conocido como El asesinato del teniente Merino, o simplemente El incidente de la Laguna del Desierto.

### Reacciones
A raíz de esto se produjeron en Santiago de Chile manifestaciones antiargentinas con la quema de la bandera argentina, el apedreo del edificio de Aerolíneas Argentinas y de la embajada,[cita requerida] además un avión chileno realizó el 3 de diciembre un vuelo rasante sobre el crucero ARA La Argentina cerca de Ushuaia.
El 5 de diciembre se logró un acuerdo entre las partes que distendió la disputa, sin exigir Chile el retiro argentino de la zona, la Comisión Mixta de Límites iniciaría sus trabajos.
En 1967 la Gendarmería Nacional Argentina instaló un puesto permanente para custodiar la laguna del Desierto.

## Resolución de la disputa

En este mapa se muestra la disputa territorial entre ambos países.

El 31 de octubre de 1991 los presidentes Patricio Aylwin de Chile y Carlos Saúl Menem de la Argentina acordaron, según lo previsto en el Tratado de Paz y Amistad de 1984, acudir a un arbitraje internacional sobre la disputa.  
El 15 de diciembre de 1991 se constituyó en Río de Janeiro el Tribunal Arbitral con juristas hispanoamericanos encabezados por el colombiano Rafael Nieto Navia que fue elegido presidente del tribunal por los demás jueces. Los demás jueces eran el salvadoreño Reynaldo Galindo Pohl, el venezolano Pedro Nikken, el argentino Julio Barberis y el chileno Santiago Benadava.
La presunción de cosa juzgada (res judicata) por el laudo de 1902 no sería tomada en cuenta, reconociendo ambas partes que las disposiciones del tribunal serían jurídicamente vinculantes para ellas. Se dispuso que el tribunal debía decidir interpretando y aplicando el laudo de 1902 conforme al derecho internacional vigente para ambas partes.
Ambos países discreparon sobre que instrumentos formaban parte del laudo de 1902, para la Argentina eran el laudo propiamente dicho, el informe del tribunal al rey y el mapa del árbitro, Chile quería agregar además la demarcación en el terreno. El tribunal tuvo en cuenta que el laudo arbitral de 1966 sobre el caso de Palena decidió que formaban parte del laudo de 1902 los instrumentos mencionados por la Argentina, excluyendo así como parte del laudo el mapa del demarcador británico.
El 11 de abril de 1994 comenzaron los alegatos de las partes. La Argentina sostuvo en su Memoria y en su Contramemoria que el límite era de acuerdo al laudo de 1902, la divisoria local de aguas, sostuvo que Chile pretendía un límite más al este del que había reclamado al someterse al arbitraje de 1898 que era la divisoria continental de aguas y por lo tanto el laudo de 1902 no podría haberle adjudicado más de lo que había pedido (non ultra petita partium), una cuenca atlántica (la del río de las Vueltas) no podía adjudicársele sin cometer un exceso de poder viciado de nulidad, el límite se había fijado entre las pretensiones extremas de cada parte hidrográfico/orográfico. Chile en cambio sostuvo en su Memoria una línea que cortaba dos cursos de agua que iban hacia el Atlántico. En su contramemoria sostuvo que sus pretensiones de máxima en 1898 eran las líneas trazadas en los mapas, que en la zona estaba más al este, ya que no se conocía entonces la divisoria de aguas en la zona lo único que importaba era lo dibujado en los mapas y no debía interpretarse de acuerdo a los conocimientos geográficos actuales. Dada la discrepancia sobre cuál era la pretensión de máxima de Chile en 1898, el tribunal decidió tener en cuenta lo que Chile sostuvo entonces en sus presentaciones al árbitro británico concluyendo que había sido el divortium aquarum continental rechazando la tesis chilena fundamentada en la precedencia de los mapas ya que ese país había considerado la facilidad de la demarcación por la divisoria de aguas en los casos en que no se conociera el terreno. 
Surgió también la controversia sobre qué era la divisoria local de aguas. Para la Argentina se trataba de una línea continua entre dos puntos determinados que, sin cruzar ríos ni lagos, separa en cada uno de sus puntos cuencas fluviales, considerando que lo esencial era que dividiera aguas entre los dos puntos. Para Chile la divisoria local separa aguas que van hacia un mismo océano. El tribunal rechazó el argumento chileno teniendo en cuenta las argumentaciones sostenidas por Chile en el arbitraje de 1898, que concordaban con la posición argentina, en que una divisoria de aguas no puede cortar ríos ni lagos.
Tanto la Memoria argentina como la Memoria chilena estuvieron de acuerdo en la primera sección del límite: ambos países sostuvieron una línea que partiendo del Hito 62 sigue la divisoria local de aguas, pasando por el cerro Martínez de Rozas, luego continúa por el cordón Martínez de Rozas hasta el cerro Tobi y luego hasta otro cerro de 1767 m s. n. m.
A partir de este cerro la Memoria argentina sigue la divisoria continental de aguas y se dirige al portezuelo de la Divisoria, luego pasa por un cerro sin nombre de 1629 mnnm siguiendo por el cordón que lo une con el cerro Trueno, alcanza luego el cerro Demetrio, el Portezuelo el Tambo, y el cerro Milanesio. Siguiendo el cordón cordillerano oriental, alcanza luego el cerro Gorra Blanca, el paso Marconi, y el cerro Marconi Norte, llegando al cerro Rincón. A partir de allí sigue la divisoria local de aguas, pasando por el cerro Domo Blanco, cerro Pier Giorgio, cerro Pollone, llegando finalmente al monte Fitz Roy.
La Memoria chilena sostuvo una línea que a partir del cerro de 1767 m s. n. m. sigue hacia el sur por la divisoria local de aguas pasando por el cerro El Rodado y otras montañas del cordón Martínez de Rozas y luego hacia el valle de la Laguna del Desierto, cruzando el río de las Vueltas o Gatica hasta un punto señalado por coordenadas. Desde ese punto sigue la divisoria local de aguas hasta cruzar el río Eléctrico y alcanzar otro punto señalado por coordenadas. Desde ese punto ascenderá por la estribación noreste del monte Fitz Roy por la divisoria local de aguas hasta su cumbre. Antiguamente con los conocimientos geográficos de la época se consideraba al cerro Bonete como parte del cordón.
El 26 de diciembre de ese año se pasó a la etapa de deliberación entre los jueces.
El 21 de octubre de 1994 el tribunal dio a conocer el fallo que reconoció en su mayor parte la posición argentina. El 13 de octubre de 1995 el tribunal desestimó unánimemente el recurso de interpretación en subsidio planteado por Chile, y con el voto en contra del árbitro chileno Santiago Benadava, rechazó el recurso de revisión también planteado por Chile. Ambos recursos habían sido planteados en días posteriores al fallo alegando que había errores de documentación.
El tribunal arbitral dispuso la colocación en el terreno de tres hitos por el perito geógrafo del tribunal (Rafael Mata Olmo) antes del 30 de enero de 1996.

## Fallo

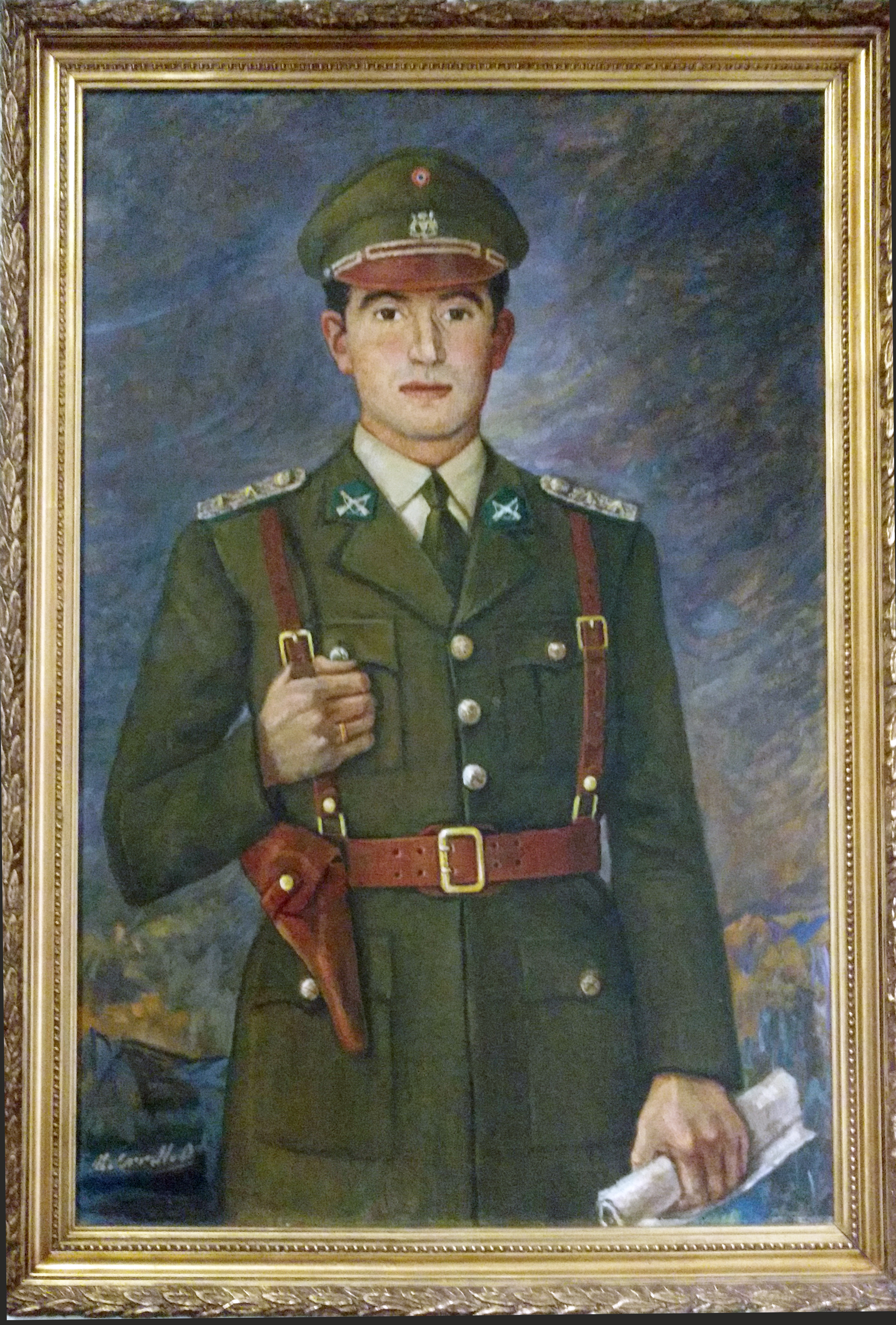
Hernán Merino hoy es recordado en Chile, y específicamente en la institución de Carabineros de Chile

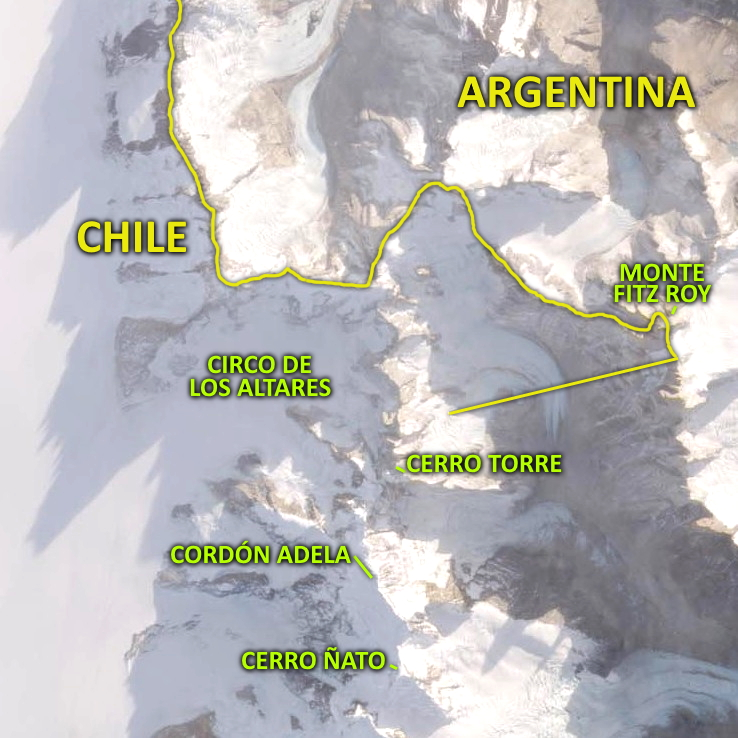
El fallo convirtió al Circo de los Altares en el único acceso de Chile al monte Fitz Roy.

Por tres votos contra dos, el tribunal resolvió que: 1) El recorrido de la traza del límite, entre la República Argentina y de Chile, entre el hito 62 y el monte Fitz Roy de la 3° región, a que se refiere el Laudo de S.M. Eduardo VII definida en el número 18 del Informe del Tribunal Arbitral de 1902 y descrita en el párrafo final del n.º 22 del citado informe, es la divisoria local de aguas identificada en el parágrafo 151 de la presente sentencia. 2) El recorrido de la traza aquí decidido será demarcado y esta sentencia ejecutada antes del 15 de febrero de 1995 por el señor perito geógrafo del Tribunal con el apoyo de la Comisión Mixta de Límites. El señor perito geógrafo indicará los lugares en donde se erigirán los hitos y adoptará las medidas relativas a la demarcación. Terminada la demarcación, el señor perito presentará al Tribunal un informe de su trabajo y una carta geográfica donde aparezca el recorrido de la traza del límite decidido en esta sentencia. A favor los señores Nieto Navia, Barberis y Nikken; en contra los señores Galindo Pohl y Benadava. Hecha y firmada en Río de Janeiro, hoy 21 de octubre de 1994, en castellano, en tres ejemplares de un mismo tenor, uno de los cuales se conservará en los archivos del Tribunal y los otros se entregan en esta fecha a las Partes.
La divisoria local de aguas identificada en el parágrafo 151 de la sentencia arbitral, es la realizada en el terreno por el perito geógrafo del Tribunal y que coincide con la Memoria Argentina excepto en una pequeña sección entre el cerro Gorra Blanca y el paso Marconi que fue reconocida a Chile.
Chile reconoció el fallo tras el rechazo de una impugnación.